# Il gladiatore. Vendetta
Il gladiatore. Vendetta è un romanzo storico di Simon Scarrow ambientato nel 59 a.C., pubblicato in Italia nel giugno del 2014 dalla casa editrice Giunti.
È il quarto e ultimo romanzo della Gladiator Series, una collana per ragazzi con protagonista Marco Cornelio Primo.

## Trama
Marco giunge in Grecia per cercare la madre, con Cesare che gli ha affidato come compagni di viaggio Festo e Lupo. I tre compagni decidono di rintracciare Decimo giungendo a lui attraverso il mercante di schiavi Pindaro; una volta scoperto dove vive quest'ultimo, si intrufolano nottetempo nella sua villa per cercare informazioni sul rapimento di Marco e della madre avvenuto due anni prima. Giunti in uno studio cominciano a rovistare tra i numerosi documenti presenti, fino a quando riescono a trovare un documento con l'elenco degli schiavi, tra cui Marco e la madre, che sarebbero stati messi in vendita proprio nel periodo che si ricordava Marco. All'improvviso Pindaro li scopre, e nella colluttazione che ne consegue batte la testa morendo sul colpo.
Per Marco ed i suoi compagni non resta che fuggire precipitosamente, e attesa la mattina i tre si dividono e lasciano la città da porte diverse per non dare nell'occhio, per poi ricongiungersi lungo la strada per Atene; durante il viaggio, superano il fiume Achelos e attraversano le montagne dell'Etolia, valicando anche il monte Parnaso, per poi giungere nella città di Delfi. Qui provano a sentire l'oracolo e restano turbati dalla profezia che fa riferimento a sangue e morte. Proseguendo il loro viaggio, giungono nella cittadina di Leuttra, dove Festo sfida Procruste, un capobanda locale, con la speranza di vincere una scommessa: la sfida è più ardua del previsto e Festo, nonostante vinca l'incontro, ne esce malconcio; inoltre, i tre devono immediatamente lasciare la città in quanto Procruste per vendicarsi si mette sulle loro tracce. Nottetempo, la banda di Procruste li coglie nel sonno, ma all'ultimo momento vedono che ciò che credevano essere i tre romani erano solo dei fantocci; i tre attaccano così i malviventi, e nello scontro muoiono Procruste, ucciso da Marco, e tre suoi compagni, con il resto che rimane gravemente ferito.
Rimessisi in viaggio, Marco, Lupo e Festo giungono ad Atene e decidono di presentarsi al governatore Publio Servilio per chiedergli ospitalità e aiuto per le ricerche della madre di Marco; per essere credibili, presentano la lettera con il sigillo di Cesare, in cui viene illustrata la loro missione. Non essendo presente il governatore, vengono accolti dall'aiutante di campo, Quinto Eureo; quest'ultimo si rivelerà al soldo di Decimo e con l'inganno farà arrestare i tre amici con l'accusa di aver assassinato Pindaro. Dinanzi al governatore, le accuse vengono ribadite, e l'unica prova in loro discolpa, la lettera di Cesare, non viene più rinvenuta, in quanto trafugata e distrutta dallo stesso Decimo con il supporto degli sgherri di Eureo. I tre giovani vengono così condannati a morte nell'arrena, dove verranno legati a dei pali nell'arena per essere dati in pasto a dei cani selvaggi. Tra lo stupore generale il primo dei cani che si avvicina ai condannati, anziché aggredire Marco, lo lecca e si mostra affettuoso: è infatti il suo ex cane che non vedeva da due anni, da quando venne rapito nella sua fattoria. In visibilio per lo strabiliante evento, il pubblico chiede in massa la grazia, che il governatore concede suo mal grado.
Finalmente liberi, i tre si rimettono sulle tracce di Decimo e riescono a scoprire dove si trova la sua tenuta; la raggiungono dopo tre giorni di marcia e con uno stratagemma riescono a neutralizzare i guardiani e a sorprendere Decimo intento a banchettare con il suo braccio destro e una donna. Marco e Festo uccidono Termone, la guardia del corpo di Decimo, ma quando fanno per assalire quest'ultimo, l'altro viene pugnalato ripetutamente a morte dalla donna, che si rivelerà la madre di Marco. Ricongiuntisi, a madre e figlio non resta che decidere dove rifugiarsi per non incappare nelle mire dei romani, in quanto scoprono che il governatore ha messo una taglia sulla testa di Marco, avendo scoperto che è il figlio di Spartaco. Venuto a conoscenza del segreto del ragazzo, Festo decide comunque di rimanergli fedele, in quanto ormai lo considera come un figlio, e gli promette che non li lascerà finché non li avrà portati in un luogo remoto dell'Impero dove la vera identità di Marco non sia conosciuta.

## Personaggi
- Marco Cornelio Primo: figlio del veterano Tito.
- Gaio Giulio Cesare: console romano, e futuro condottiero e Dittatore.
- Festo: capo delle guardie del corpo di Cesare.
- Lupo: schiavo di Cesare adibito alla mansione di scrivano.
- Livia: madre di Marco.
- Decimo: usuraio e tenutario greco che tiene prigioniera la madre di Marco.
- Quinto Eureo: aiutante di campo del Governatore della Grecia.
- Publio Servilio: governatore della Grecia.
- Pindaro: mercante di schiavi in affari con Decimo.
- Procustre: capobanda del villaggio di Leuttra.
- Termone: braccio destro e guardia del corpo di Decimo.

## Edizioni
- Simon Scarrow, Il gladiatore. Vendetta, traduzione di Anna Carbone, Giunti Junior, Giunti, giugno 2014,  p. 270, ISBN 978-88-09-79347-7.

- Simon Scarrow, Il gladiatore. Vendetta, traduzione di Anna Carbone, Tascabili ragazzi, Giunti, 10 gennaio 2018,  p. 270, ISBN 978-88-09-86216-6.